# Bowling, Skottland
Bowling är en by i West Dunbartonshire i Skottland. Byn är belägen 82,3 km 
från Edinburgh. Orten har 490 invånare (2016).